# کملو
کملو (به مجاری: Komló) در بارانیا در کشور مجارستان واقع شده‌است. جمعیت این شهر ۲۶٫۴۶۵ نفر است.